# Venceslao I de Luxemburgo
Venceslao I de Luxemburgo (Praga, 25 de febrero de 1337-Luxemburgo, 8 de diciembre de 1383) fue duque de Luxemburgo de 1353 a 1383, y duque de Brabante de 1355 a 1383. Hijo de Juan I de Bohemia, rey de Bohemia y conde de Luxemburgo, y de Beatriz de Borbón.

## Biografía

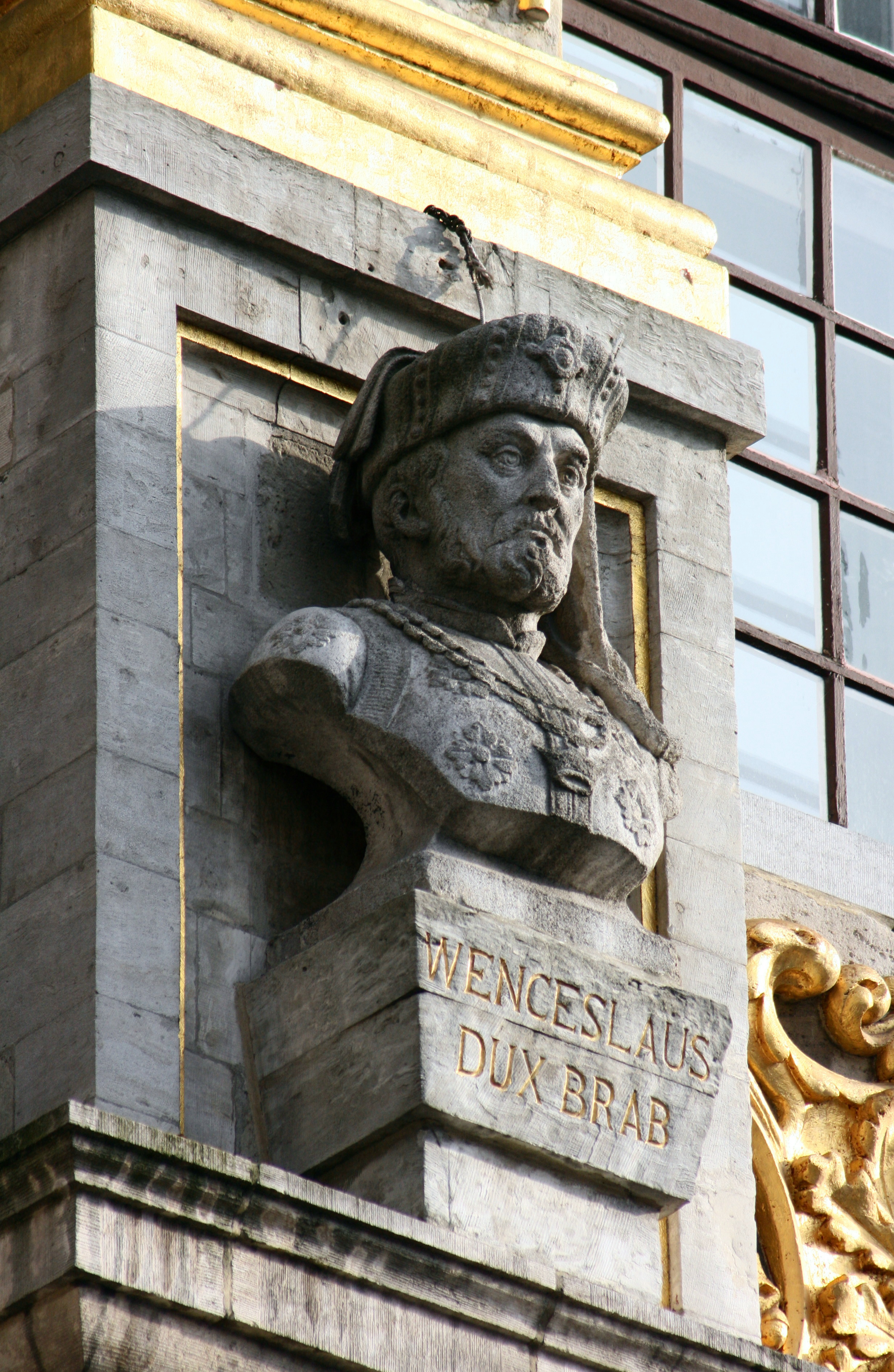
Venceslao I de Luxemburgo, Casa de los Duques de Brabante, Grand-Place de Bruselas.

Su hermano mayor, Carlos IV del Sacro Imperio, elegido emperador de Alemania, le confía el condado de Luxemburgo en 1352. Dos años después, el condado es elevado a la categoría de ducado.
En 1352, casa con Juana de Brabante (1322 † 1406), hija de Juan III de Brabante, duque de Brabante y Limburgo, y de Maria d'Évreux. Juana deviene en duquesa de Brabante y de Limburgo cuando fallece su padre en 1355. Para garantizar la unidad del ducado de Brabante, Venceslao firma la Joyeuse Entrée de 1356, pero debe enfrentarse con su cuñado, Luis II de Flandes, que reclama su parte del ducado y no puede impedir la breve toma de Bruselas por los flamencos. A continuación tiene que hacer frente a problemas interiores. En 1364, compró el condado de Chiny a Arnoul de Rumigny.
Después de una expedición de castigo de Venceslao contra el ducado de Juliers, Édouard de Gueldre, duque de Gueldre, viene en auxilio del enemigo (batalla de Baesweiler) y Venceslao, vencido, cae prisionero. Solo es liberado once meses más tarde a cambio de un rescate. La presión fiscal para pagar el rescate provoca revueltas.
En 1375 el duque Wenceslao y su esposa, Juana, duquesa de Brabante, institucionalizan los linajes de Bruselas.

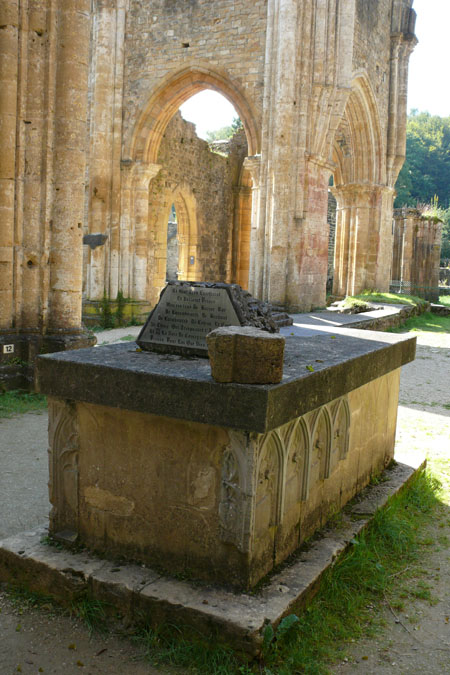
El sarcófago de Venceslao I de Luxemburgo en la Abadía de Orval

Diferentes fuentes atribuyen hasta cuatro hijos bastardos a Venceslao I:
- Gilles, señor de Latour
- Guillaume
- Jean
- N…, caballero teutón (podría ser identificado como Guillaume o Jean)

Venceslao murió de lepra en Luxemburgo, en 1383. Sus restos fueron llevados a la Abadía de Orval, e inhumados en un sarcófago ubicado en el centro de la Iglesia, actualmente en ruinas. Jan Knibbe compuso unos lamentos por su muerte.